# J'ai oublié de vivre
Singles de Johnny Hallyday
Tant pis... c'est la vie
(1977) Elle m'oublie
(1978)
Pistes de C'est la vie
Au secours
(6) Les Filles du paradis
(8)
J'ai oublié de vivre est une chanson de Johnny Hallyday parue en 1977. Extraite de l'album C'est la vie, écrite par Pierre Billon et avec une musique de Jacques Revaux, elle sort en 45 tours le 1er février 1978.

## Histoire
J'ai oublié de vivre marque le début de la collaboration de Johnny Hallyday avec l'auteur-compositeur Pierre Billon, (on remarque son nom une première fois sur l'album Rock'n'Slow, où il joue du Tumba sur un titre). Auteur des paroles de J'ai oublié de vivre, il signe également deux autres chansons de l'album C'est la vie.
La chanson est l'unique tube de l'opus, devenant même l'une des meilleures ventes du chanteur lors de cette décennie.
Pour autant Hallyday n'a que rarement inclus le titre à son tour de chant. Il faut attendre son spectacle au Zénith de Paris en 1984-1985, pour qu'il soit présent dans un récital et enregistré dans une version live. Précédemment, J'ai oublié de vivre a été chanté le soir de la première au Palais des sports en 1982, pour être retirée du programme dès la seconde représentation (la chanson a aussi été incluse dans le récital d'une tournée en province au printemps de 1982). On la retrouve en 1993 au Parc des princes et au Stade de France en 1998, puis en 2006 à l'occasion de la tournée Flashback Tour. En 2014, il l'interprète en duo avec Jacques Dutronc sur la scène de Bercy à l'occasion des concerts des Vieilles Canailles ;  enfin en 2015, elle est chantée lors des trois premiers soirs du Rester Vivant Tour, puis une fois encore disparait du tour de chant.
Johnny Hallyday en révèle la raison dans un entretien en 2014 : « Il y a des chansons qui m’ennuient quand je les chante. [...] Du coup il y a des chansons qui ont pourtant été des tubes mais que j’ai très peu chantées sur scène. [...] J’ai oublié de vivre [...], c’est une très jolie chanson. Mais à chaque fois que je la chantais sur scène je m’ennuyais. Je n’ai jamais trouvé. Il y a des chansons qui font que ça ne vous inspire pas. C’est très joli en disque parce que le texte est joli et puis sur scène c’est un peu gnangnan. »
La raison vient peut-être du fait que le chanteur ne croit pas vraiment à ce que dit la chanson. C'est en tout état de cause, ce que pense Philippe Labro, parolier et ami de Johnny Hallyday, qui dans un reportage télévisé a déclaré à propos de J'ai oublié de vivre : « Elle ne dit pas tout à fait la vérité, car si Johnny a beaucoup donné à son public, à son métier, il n'a pas pour autant oublié de vivre. »

### La chanson
« À force de briser dans mes mains des guitares

Sur des scènes violentes sous des lumières bizarres
[...]

À force de jeter mon cœur dans un micro

Portant les projecteurs comme une croix dans le dos

J'ai oublié de vivre, j'ai oublié de vivre
[...]

À force d'oublier qu'il y a la société

M'arrachant du sommeil pour me faire chanter
[...]

À force d'être enfin sans arrêt le coupable

Le voleur le pilleur le violent admirable

J'ai oublié de vivre »
(texte Pierre Billon - extraits)

## Discographie
- 18 octobre 1977 33 tours Philips 9120245[4] : C'est la vie

- 1er février 1978  France 45 tours Philips 6172092[5] :

| No | Titre                 | Auteur                        | Durée |
| -- | --------------------- | ----------------------------- | ----- |
| 1. | J'ai oublié de vivre  | Jacques Revaux, Pierre Billon | 4:46  |
| 2. | Les Filles du paradis | Patrick Larue, René Pratx     | 3:29  |

Versions en langues étrangères :
1982 : 
- En italien, Non si vive cosi (adaptation G. Belfiore), 45 tours Philips 6010469[6] (distribué uniquement en Italie).
- En espagnol Me olvidé de vivir (adaptation Julio Iglesias), sur l'album Black es noir (distribué uniquement en Espagne et dans plusieurs pays d'Amérique Latine - voir article consacré au disque)
- En espagnol, version salsa portoricaine, Me olvidé de vivir, sur l'album Clase Aparte de Tito Nieves (© 1999 UMG Recordings, Inc.)
- En espagnol, version merengue, Me olvidé de vivir, sur l'album éponyme de Toño Rosario (1994 Prime Entertainment, LLC)
- En portugais Me esqueci de viver (adaptation Julio Iglesias, Fernando Adour)

Discographie live :
- 1984 : Johnny Hallyday au Zénith
- 1985 : Johnny Hallyday Zénith 85 (sortie posthume en 2024)
- 1993 : Parc des Princes 1993
- 1998 : Stade de France 98 Johnny allume le feu (incluse dans un medley)
- 2006 : Flashback Tour : Palais des sports 2006 (dans une version raccourcie des deux derniers couplets)
- 2016 : Rester Vivant Tour

## Réception
Le titre s’écoule à plus de 500 000 exemplaires en France.

### Classements hebdomadaires
| Classement (1978) | Meilleure position |
| ----------------- | ------------------ |
| France            | 2                  |

| Classement (2017) | Meilleure position |
| ----------------- | ------------------ |
| France (SNEP)     | 16                 |

### Certifications
| Pays          | Certification | Date | Ventes          |
| ------------- | ------------- | ---- | --------------- |
| France (SNEP) | Or            | 1978 | Plus de 500 000 |

## Reprises et adaptations
- En 1979, Julio Iglesias adapte en espagnol J'ai oublié de vivre, qui devient Me olvidé de vivir[11]. Version que Johnny Hallyday enregistre en 1982 sur un album enregistré « dans la langue de Cervantes ».
- Au Québec (Canada), elle est également chantée par Patrick Norman.

### Dans la culture
- En 2008, la chanson est présente dans la bande originale du long métrage Deux jours à tuer de Jean Becker, où elle est chantée par Albert Dupontel et Xavier Gallais en même temps qu'elle est diffusée à la radio.
- En 2018, la chanson est présente dans la bande originale de la série médicale Hippocrate réalisée par Thomas Lilti. Sauf indication contraire ou complémentaire, les informations mentionnées dans cette section proviennent du générique de fin de l'œuvre audiovisuelle présentée ici.